# Shinshu Brave Warriors
Lo Shinshu Brave Warriors (信州ブレイブウォリアーズ) è una società cestistica avente sede a Chikuma, in Giappone. Fondata nel 2011, gioca in B.League.

## Storia
Lo Shinshu Brave Warriors è una squadra di pallacanestro giapponese fondata a Chikuma nel 2011. Ha partecipato in Bj league dal 2011 al 2016. Attualmente gioca in B2 League, la seconda serie del campionato giapponese di pallacanestro.

## Palmarès
- B2 League: 1

2018-19